# Waldemar Schewe
Waldemar Karl Schewe (* 11. September 1940 in Stieglitz, Netzekreis, Grenzmark Posen-Westpreußen; † 4. Februar 2016) war ein deutscher evangelischer Theologe. Er war von 1988 bis 2001 Domprediger am Naumburger Dom sowie Propst der Sprengel Naumburg und Halle-Naumburg.

## Leben
Schewe wurde 1940 im heute polnischen Stieglitz in Westpreußen als Sohn des Zimmermanns Eduard Schewe und der Johanna Telker geboren. Nach dem Zweiten Weltkrieg wurde die Familie aus ihrer Heimat vertrieben und zunächst vier Jahre in einem polnischen Lager interniert. Er besuchte von 1949 bis 1959 die Grund- und Oberschule in Dingelstädt in Thüringen. Von 1959 bis 1965 studierte er Theologie an der Universität Jena und besuchte anschließend bis 1967 das Predigerseminar Wittenberg. Am 10. Dezember 1967 wurde er in Magdeburg durch Bischof Johannes Jänicke ordiniert.
Noch während des Studiums arbeitete Schewe als Obmann an der Geschäftsstelle der Evangelischen Studentengemeinde in Berlin, ehe er 1965 und 1966 als Vikar in Bad Langensalza wirkte. Ab 1967 war er Pfarrer in Zwochau, davon die ersten zwei Jahre als Pfarrer im Hilfsdienst. In dieser Funktion wurde er 1979 zum Superintendenten des neugebildeten Kirchenkreises Eilenburg gewählt. Beide Ämter bekleidete er bis 1988. Danach folgte er einem Ruf als 1. Domprediger in Naumburg (Saale) sowie Propst des zugehörigen Sprengels. Nach der Fusion mit dem Sprengel Halle-Merseburg wurde er Propst des neuen Sprengels Halle-Naumburg (heute Propstsprengel Halle-Wittenberg). Am 1. November 2001 wurde Schewe emeritiert.
Nachdem Schewe in den Ruhestand getreten war, wurde er vom sachsen-anhaltischen Kultusminister Gerd Harms zum Domherren des Domkapitels der Vereinigten Domstifter zu Merseburg und Naumburg und des Kollegiatstifts Zeitz ernannt. 2003 gehörte er zu den Gründern des Bürgervereins Naumburg, dessen langjähriger Vorsitzender er war. 2007 erhielt er den Wenzelspreis von Mitteldeutscher Zeitung und Naumburger Tageblatt. Schewe starb am 4. Februar 2016 und wurde auf dem Domfriedhof Naumburg beigesetzt.
Schewe war verheiratet mit der Kinder- und Jugendärztin Rosemarie, geb. Schmöger, und hatte drei Söhne.